# Chuck Crate
Charles Brandle "Chuck" Crate (1916, Ontario, Canadá - Canadá, ??, 1992) fue un político fascista canadiense, líder de la Unión Canadiense de Fascistas. Más tarde sirvió en la Marina y fue profesor.

## Biografía

### Primeros años
Crate nació y creció en el norte de Ontario, mudándose a un distrito de clase trabajadora de Toronto en 1927. La pobreza y el desempleo provocados por la Gran Depresión convirtieron al joven Crate en un radical, en su juventud que simpatizaba con el movimiento fascista de Europa. 

### Carrera
Crate fue editor de The Thunderbolt en Winnipeg, Manitoba, en el que culpó de las condiciones de la época a los judíos, a la Iglesia católica y a la Orden Masónica.
Durante la guerra, Chuck Crate se unió a la Marina Real de Canadá, donde trabajó en el Servicio Postal y como artillero. Estaba residido en Escocia, donde conoció a su futura esposa. Crate trabajó durante muchos años después de la Segunda Guerra Mundial como minero de oro y delegado sindical y organizador sindical de Mine Mill and Smelter Worker, donde obtuvo el mismo salario para los trabajadores indígenas en las minas. Durante este tiempo conoció a Charles Lovell y comenzó un interés de por vida en la lexicografía en inglés canadiense y la literatura canadiense que más tarde condujo a la publicación de Un diccionario de canadienses sobre principios históricos. Un defensor de por vida de los derechos de los trabajadores, Crate trabajó en y para numerosos sindicatos hasta que se retiró y se convirtió en miembro del partido CCF (Cooperative Commonwealth Federation) (en español; Federación Cooperativa de la Commonwealth, FCC). En Yellowknife, jugó un papel decisivo en el inicio del Centro de Amistad (indio), así como en una biblioteca pública y comenzó un periódico local llamado Northern Star. Apoyó a los pueblos indígenas canadienses y trabajó personal y legalmente para defender sus derechos. Representó al jefe hereditario de Dogrib, Michel Siki, en un caso innovador en apoyo de los derechos de caza aborígenes, hasta el nivel de la Corte Suprema. 
El Sr. Crate luego se convirtió en maestro y enseñó y vivió en numerosas pequeñas ciudades canadienses y en reservas (Blackfoot). Enseñó principalmente inglés comercial, literatura y estudios sociales, que amplió con su investigación y enseñanza de la historia nativa (india). Donó parte de su colección de literatura y diccionarios canadienses antiguos a las bibliotecas de cada pequeño pueblo en el que vivía. 
Crate era conocido por su defensa de aquellos que mantenían puntos de vista considerados 'inflamatorios'. Entre los aspectos más controvertidos de esto estaba hablar en defensa de los inmigrantes de Europa del Este que expresaban opiniones inflamatorias de la Segunda Guerra Mundial o posiblemente habían sido acusados de crímenes de guerra durante la Segunda Guerra Mundial. 

### Muerte
Crate murió en 1992 a la edad de 76 años y le sobreviven dos hijas y un hijo nacido de su segunda esposa, que quería que se llamara Hitler.